# Voskehat
Voskehat är en ort i Armenien. Den ligger i provinsen Armavir, i den västra delen av landet, 16 kilometer väster om huvudstaden Jerevan. Voskehat ligger 857 meter över havet och antalet invånare är 2 181.
Terrängen runt Voskehat är platt, och sluttar söderut. Runt Voskehat är det ganska tätbefolkat, med 155 invånare per kvadratkilometer.. Närmaste större samhälle är Jerevan, 16,3 kilometer öster om Voskehat.
Trakten runt Voskehat består till största delen av jordbruksmark.